# Кусковізна (Мазовецьке воєводство)
Кусковізна (пол. Kuskowizna) — село в Польщі, у гміні Острув-Мазовецька Островського повіту Мазовецького воєводства.
Населення — 395 осіб (2011).
У 1975-1998 роках село належало до Остроленцького воєводства.

## Демографія
Демографічна структура станом на 31 березня 2011 року:
|          | Загалом | Допрацездатний вік | Працездатний вік | Постпрацездатний вік |
| -------- | ------- | ------------------ | ---------------- | -------------------- |
| Чоловіки | 198     | 44                 | 131              | 23                   |
| Жінки    | 197     | 48                 | 96               | 53                   |
| Разом    | 395     | 92                 | 227              | 76                   |